# 12 pluviôse
12 nivôse 12 ventôse
Le duodi 12 pluviôse, officiellement dénommé jour du brocoli, est le 132e jour de l'année du calendrier républicain.
C'était généralement le 31e jour du mois de janvier dans le calendrier grégorien.